# Gutalax
Gutalax és una banda txeca de música extrema de goregrind amb elements de death metal, formada el 2009 a Křemže. El nom del grup està relacionat amb l'estil grotesc adoptat de la banda i prové d'un popular laxant amb el mateix nom.

## Història
La banda es va formar a principis de 2009 sobre les ruïnes del grup en desintegració Lunatic, tocant en una convenció similar. Els membres originals eren Průduch, Maty, Pouřík i Kebab. Amb aquesta formació, la banda enregistrà la seva primera maqueta Telecockies, el contingut de la qual passaria després a formar part d'un split publicat juntament amb Cannibe. La banda començà a fer gires intensives, actuant, entre d'altres com a suport a les bandes de Dead Infection, General Surgery i Mucupurulent, i en diversos esdeveniments en clubs com Adipocire fest, Grind your mouth, Toxic Party, Grind Stock i altres.
L'agost de 2010, Kojas (antic membre olímpic) s'incorporà al grup. La banda continuà llavors fent nombroses gires, no només a la República Txeca sinó també a l'estranger. I a la tardor de 2010, Gutalax se n'anà de gira amb el famós grup holandès Rectal Smegma i el gener de 2011 el grup entra a l'estudi de Davos a Vyškov i gravà el seu primer àlbum de llarga durada Shit Beast. L'àlbum fou publicat pel segell txec Bizzare Leprous, i per promocionar el disc, el grup va fer una gira txeca juntament amb la banda polonesa Ass To Mouth, i també participà en altres festivals com la festa Fekal, Metalgate Czech Death Fest o Afod fest.
L'any 2012, el grup ja feia concerts per tot Europa, com a part de la gira europea Fekal Gastro, juntament amb la banda de grindcore de Prešov Spasm, passant per Eslovènia, Itàlia, Holanda i Alemanya. I aquell estiu, el grup actuà al festival més prestigiós del món d'aquest gènere, Obscene Extreme 2012.
Uns mesos després, Pouřík deixà la formació, i el substituí l'antic saxofonista Mr. Gratuït (ex Never Hope). Tres setmanes més tard, es produeix un altre canvi, un dels fundadors de Průduch deixa el grup i el substitueix Kohy, que anteriorment havia tocat a la banda Memories Of Peril. En aquesta formació, la banda actuà a Portugal, Suïssa, Àustria i Alemanya.
L'any 2013, Gutalax estigué de gira per Mèxic a gran escala, i després de tornar a Bizarre Leprous 7" es va separar amb el mític grup espanyol Hemorrhage. L'àlbum es titulà 911 (Emergency Slaughter) - Shit Evolution. També actua com a part del festival Brutal Assault. Un any més tard, el grup comença a gravar el seu següent àlbum de llarga durada Shit Happens, que finalment seria llançat pel segell alemany Rotten Roll Rex. També el 2014, el grup faria una minigira per Rússia, seguida d'una gira pels Balcans (Hongria, Romania, Moldàvia).
El 2014 i 2016, el grup tornà a actuar al festival Obscene Extreme, i el 2017 sortí el seu darrer disc split (juntament amb la banda Spasm) titulat The Anal Heros.
El febrer de 2018, el grup realitzà una important gira per Amèrica Llatina, actuant a països com Mèxic, Colòmbia i Brasil.
La banda va visitar Polònia diverses vegades, el 26 d'abril de 2014 al Warsaw Phonobar com a part del Grind Em All Fest, l'11 de novembre de 2016 com a part del Gore Grind Death MAD LION Festival Vol.2 a Wrocław, i el 10 de febrer de 2017 com a cap de cartell durant la Toi Toi Party al Leśniczówka Rock'n'Roll Cafe de Chorzów, i l'11 de febrer a Varsòvia juntament amb Nuclear Vomit al club Voodoo.

## Estil musical

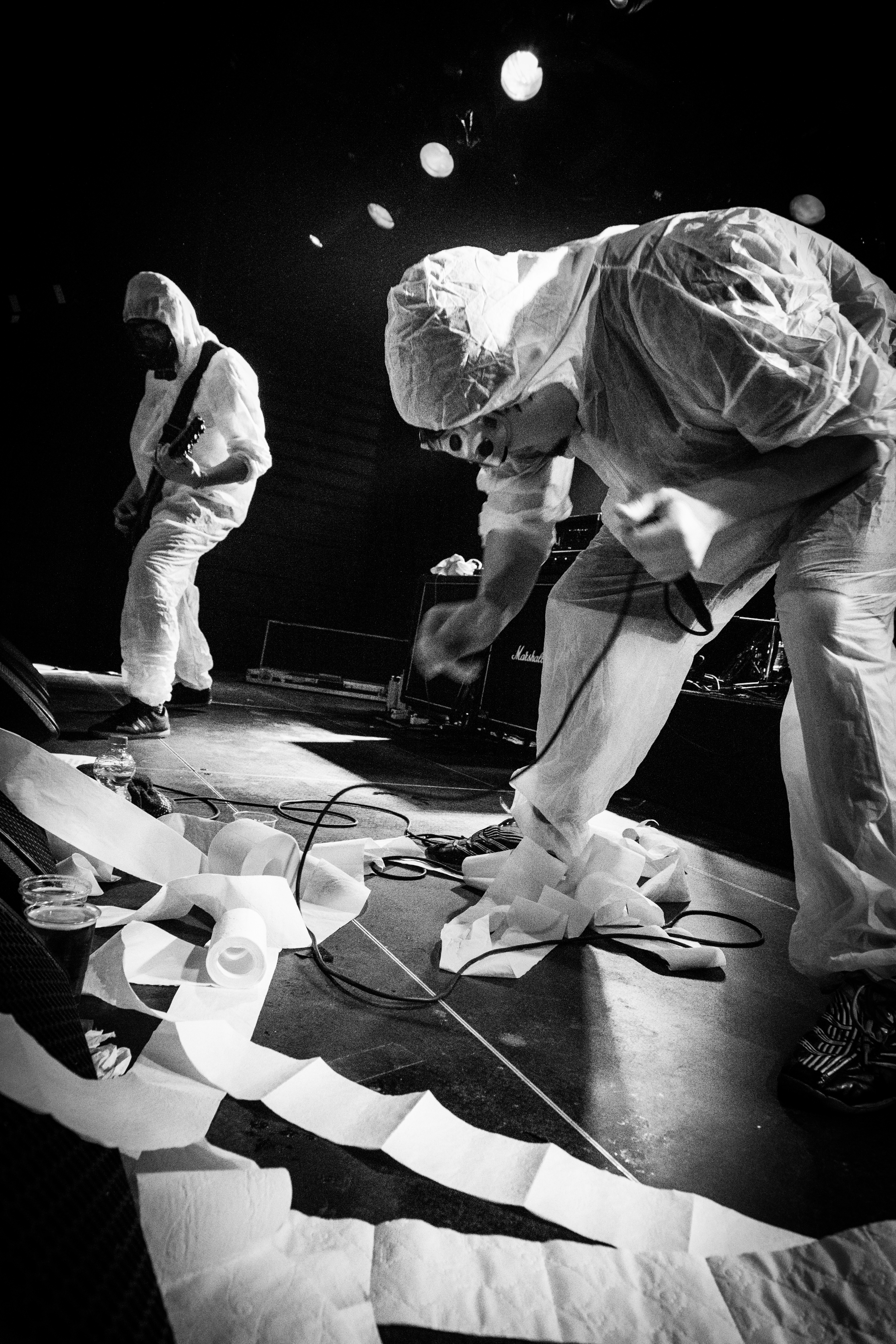
Gutalax actuant en directe a l'Eindhoven Metal Meeting l'any 2016

La música de la banda és una varietat extrema de grindcore, l'anomenat goregrind, i s'hi poden escoltar inspiracions de la banda holandesa Rompeprop o l'alemanya Cock And Ball Torture, tot i que la banda afirma seguir el seu propi camí. La veu de Gutalax és característica, i tot i que les cançons tenen títols i contingut, és impossible entendre-hi res. Aquesta dificultat per entendre la veu és un tret característic de la majoria de bandes que toquen aquest estil extrem de música. Les lletres de la banda estan relacionades principalment amb la pornografia i els vàters, que també es poden veure a la imatge escènica del grup. La banda apareix amb molta freqüència amb vestits protectors per a la neteja de pous secs, temàtica que també és replicada pels fans de la banda que van als concerts armats amb rotllos de paper higiènic o raspalls per netejar tasses de vàter.

## Membres
- Martin Matoušek [Maty] - veu
- Pavel Troup [Kebab] - baix elèctric
- Lukáš Pour [Pouřík] - instruments de percussió (2009–2012)
- Petr Pour [Pruduch] - guitarra (2009–2012)
- Tomáš Anderle [Kojas] - guitarra (des de 2010)
- Petr Svoboda [Free] - instruments de percussió (des de 2013)
- Mira Kohout [Kohy] - guitarra (2013–2019)

## Discografia

### Àlbums d'estudi
- 2011: Shit Beast (Bizarre Leprous Production)
- 2015: Shit Happens (Rotten Roll Rex)
- 2021: The Shitpendables (Rotten Roll Rex)

### Demos, EPs i splits
- 2009: Telecockies (Not On Label) autopublicat per Gutalax
- 2010: Mondo Cadavere - Telecockies (Goregeous Productions, Necrogasm Records, Eatshitbuydie Distro, Avis Odia, Grind Ambush Records, Human Discount Recs., Cephalic Records, Vomit Your Shirt, Self Cannibalism, Aima Records, Fecal Junk Records, FDA Rekotz)
- 2013: 911 (Emergency Slaughter) / Shit Evolution (Bizarre Leprous Production) amb Haemorrhage
- 2017: The Anal Heros - split (Rotten Roll Rex) amb Spasm

### Recopilatoris
- 2015: Stinking Collection (Bizarre Leprous Production)

### Videos
- 2017: Art Of Shitting (Rotten Roll Rex)